# Castejón de Tornos
Castejón de Tornos è un comune spagnolo di 92 abitanti situato nella comunità autonoma dell'Aragona.